# Nebo (film)
 For alternative betydninger, se Nebo. (Se også artikler, som begynder med Nebo)
Nebo (russisk: Небо) er en russisk spillefilm fra 2021 af Igor Kopylov.

## Medvirkende
- Igor Petrenko som Oleg Sosjnikov
- Ivan Batarev som Konstantin Muravjov
- Sergej Gubanov som Vadim Zakharov
- Marija Mironova som Gelena Sosjnikova
- Glafira Kopylova som Arina Sosjnikova